# سال نو آشوری

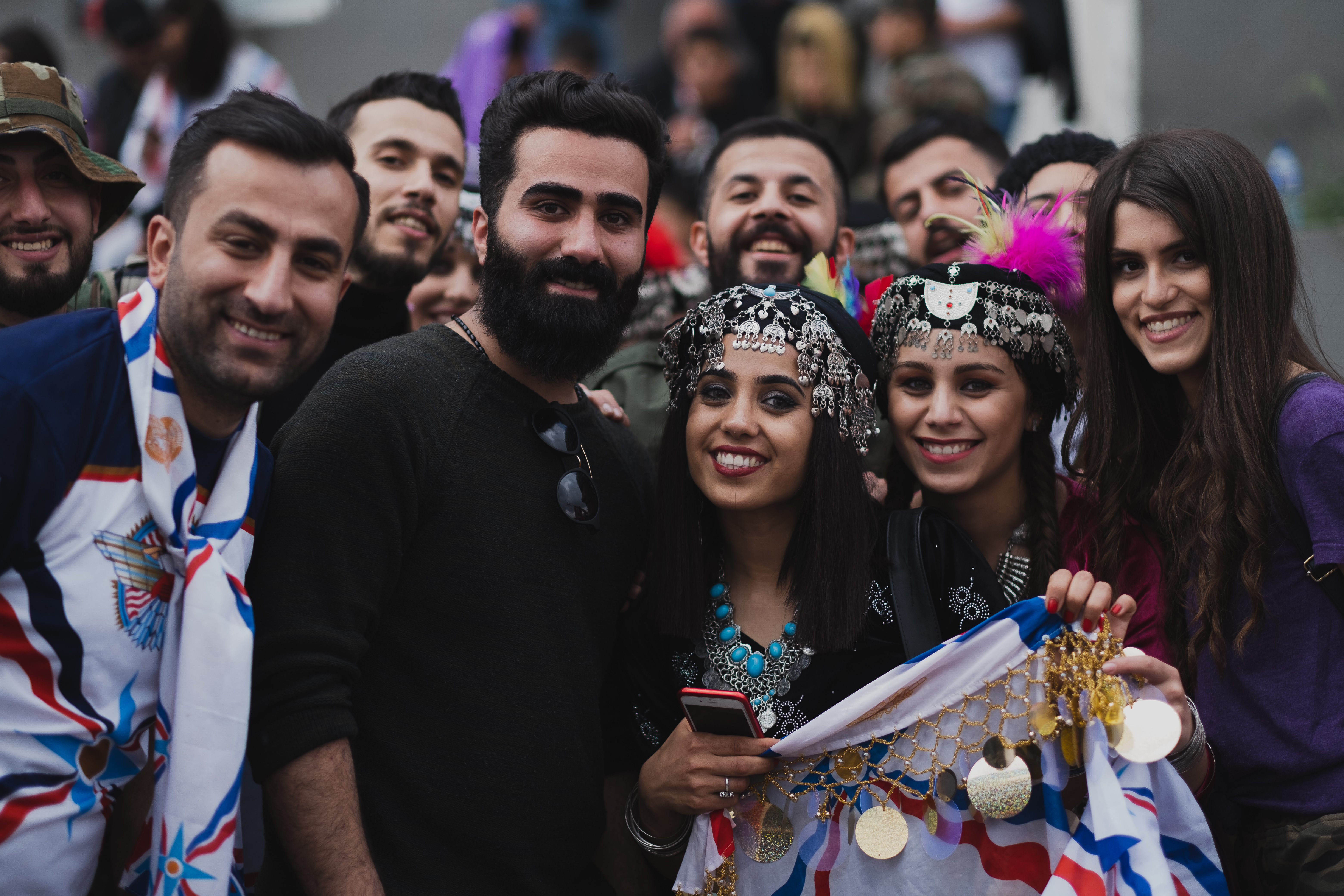
آشوریان در حال جشن گرفتن سال نو آشوری (آکیتو) سال ۶۷۶۹ (۱ آوریل ۲۰۱۹) در نوهدرا (دهوک)

آکیتو یا سال نو آشوری(سومری: EZEN Á.KI.TUM EZEN Á.KI.TUM EZEN Á.KI.TUM , akiti-inkekinku , Á.KI.TI. ŠE.GUR₁₀.KU₅ Á.KI.TI. ŠE.GUR₁₀.KU₅ Á.KI.TI. ŠE.GUR₁₀.KU₅ Á.KI.TI. ŠE.GUR₁₀.KU₅ Á.KI.TI. ŠE.GUR₁₀.KU₅، lit. "برداشت جو"،  akiti-unununum , lit. "کاشت جو"؛ اکدی: akitu یا rêš-šattim، "آغاز سال") یک جشنواره بهاری در بین‌النهرین باستان بود. جشنواره آکیتو بابلی نقش مهمی در توسعه نظریه‌های دین، اسطوره و آیین داشته‌است، اما هدف از برگزاری این جشن همچنان برای مورخان دین و آشورشناسان محل مباحثه است.
جشن سال نو در بین‌النهرین برای هزاران سال و در فرهنگ سومریان، بابلیان و آشوریان برگزار می‌شد. در هزاره اول پیش از دوران مشترک، این جشن نماد روابط روشن و پرجزئیات مابین پادشاه، خدایان و کاهنان اعظم بود. به نظر می‌رسد ازدواج مقدس و آکیتو در اصل دو جشن متفاوت بوده‌اند که تا آغاز شدن هزاره نخست پیش از دوران مشترک به شکل جشن سال جدید با هم تلفیق شدند.
این نام از کلمهٔ سومری که برای گیاه «جو» استفاده می‌شود، گرفته شده‌است. در ابتدا دو جشن در آغاز هر یک از دو نیم سال تقویم سومری، یکی به هنگام آغاز کاشت جو در پاییز و دیگری به هنگام آغاز برداشت جو در بهار گرفته می‌شد. در آیین بابلی این جشن به پیروزی مردوک بر تیامات اختصاص یافته‌است.

## جشن سال نوی بابلی
بابل در زمان حمورابی از یک دولت‌شهر به پایتخت تبدیل شد اما به مرور افول کرد. پس از گذشت قرن‌ها و در زمان نبوکدنصر یکم دوباره این شهر به اهمیت سابق خود در بین‌النهرین رسید. بسیاری از دانشوران معتقدند همین پادشاه بود که پرستش مردوک را به آن گونه‌ای که در هزاره اول پیش از دوران مشترک شناخته می‌شود، رایج کرد. او این کار را با بازپس‌گرفتن مجسمه مردوک از عیلام و   و تصنیف انوما الیش انجام داد.
جشن سال نو در بین‌النهرین برای هزاران سال و در فرهنگ سومریان، بابلیان و آشوریان برگزار می‌شد. در هزاره اول پیش از دوران مشترک، این جشن نماد روابط روشن و پرجزئیات مابین پادشاه، خدایان و کاهنان اعظم بود. در این جشن، سه جایگاه قدرت حضور داشتند: پادشاه، معبد و خدایان. هم پادشاهان و هم کاهنان، این جشن را گواهی صلح برای همه انسان‌ها معرفی می‌کردند. معلوم نیست «ازدواج مقدس» در هزاره اول پیش از دوران مشترک به چه صورتی اجرا می‌شده است. به نظر می‌رسد ازدواج مقدس و آکیتو در اصل دو جشن متفاوت بوده‌اند که تا آغاز شدن هزاره نخست پیش از دوران مشترک به شکل جشن سال جدید با هم تلفیق شدند.
جشن بابلی به‌طور سنتی از چهارم نیسان آغاز می‌شد و همه مردم شهر در آن شرکت می‌کردند، از جمله ویولو (طبقه ممتاز)، موسکنا (طبقه متوسط)، واردو (طبقه پایین)، کاهن اعظم و پادشاه.

### روز اول تا روز سوم
کاهن اسگیله (پرستشگاه مردوک) با سایر کاهنان دعاهای غمناک می‌خواند و مردم با دعاهای یکسان و غمناک که نشانگر ترس انسان از ناشناخته‌ها بود، پاسخ می‌دادند. این ترس از ناشناخته‌ها توضیح می‌دهد که چرا کاهن اعظم هر روز به اسگیله می‌رفت و از مردوک طلب بخشش مردوک می‌کرد تا بابل، شهر مقدس خود را محافظت کند و به شهر نعمت ارزانی دارد. این دعا "راز اوسگیله" خوانده می‌شد و بدین شکل است: "پروردگارا، که در غضب بی‌همتایی، پروردگارا، ای پادشاه بخشنده، ای مالک سرزمینها، که خدایان بزرگ را نجات دادی، ای پروردگاری که قدرتمندان را با نگاهی فرو می‌ریزی، ای پادشاه پادشاهان، ای نور مردمان، ای پروردگار رقم زنندهٔ سرنوشت‌ها، بابل تختگاه تو است و بورسیپا تاج تو، آسمان‌های برای توست و در آغوش تو نیرو می‌گیرند. . . . نگاه تو به آنان زینت می‌بخشد و آنان را وادار می‌سازد تا نور را ببینند به قدرت تو ایمان آورند. ای پروردگار سرزمینها، ای نور ایگگی، که نعمت‌ها را ارزانی می‌داری، کیست که به قدرت تو ایمان نداشته باشد؟ کیست که از عظمت تو نگوید و حکومت تو را تحسین نکند؟ ای پروردگار سرزمینها، که در اودول زندگی می‌کنی، ای کسی که دست افتادگان را می‌گیری، به شهر خود، بابل، ترحم کن. به معبد خود اسگیله نگاهی بیفکن و به کسانی که در بابل ساکن هستند، آزادی عطا کن!" در روز سوم، هنرمندان مخصوصی دو عروسک از چوب، طلا و سنگهای قیمتی می‌ساختند و به آنان لباس قرمز می‌پوشاندند. این عروسک‌ها کنار گذاشته می‌شدند و در روز ششم مورد استفاده قرار می‌گرفتند

### روز چهارم
در عصر روز چهارم، انوما الیش روخوانی می‌شد، گروهی از محققان معتقدند علاوه بر آن به شکل نمایش اجرا می‌شده است. «حماسه آفرینش» در ستایش خدای بابلی مردوک است، برترین خدا که سایر خدایان را از حمله تیامات در امان نگاه داشته است. شعر درباره دوباره سازمان دادن به کائنات است، بابل در مرکز آن قرار دارد و در این میان انسان نیز خلق می‌شود تا خدایان را تامین کنند. این شعر نباید «تنها» داستان آفرینش در بین‌النهرین محسوب شود بلکه باید در نظر داشت توسط شاعری سروده شده که بابل را مرکز کائنات و مردوک را در راس خدایان می‌دانست.

### روز پنجم
در روز پنجم به پادشاه اجازه داده می‌شد تا وارد معبدِ درونی شود. پادشاه تحقیر می‌شد: همهٔ نشانه‌های پادشاهی از او گرفته می‌شد، به صورت او سیلی زده می‌شد، گوش‌های او کشیده می‌شد، سپس باید بر روی زمین (در پیش مردوک) می‌خزید و با خدا سخن می‌گفت. سپس، بار دیگر به پادشاه سیلی زده می‌شد. اینبار باید در چشمان او اشک جمع شده باشد وگرنه نشان از سالی بد در پیش رو است.

### روز ششم
قبل از رسیدن خدایان، روز پرهیاهو می‌شود. عروسک‌هایی که در روز سوم ساخته شده بودند سوزانده می‌شوند و نبردی نیز انجام می‌شود. این هیاهو حاکی از آن است که بدون مردوک، شهر در هرج و مرج مداوم قرار خواهد گرفت. خدای نبو در قایق به همراه دستیارانش که خدایان شجاع نیپور، ارووک، کیش و اریدو (شهرهای بابل باستان) هستن، سر می‌رسد. خدایان همراه نبو با مجسمه‌هایی نمایش داده می‌شوند که بر روی قایق‌هایی که مخصوص این مناسبت ساخته شده‌اند، قرار گرفته‌اند. در اینجا تعداد زیادی از مردم به دنبال پادشاه به سمت اسیگیله که مردوک در آنجا زندانی است می‌روند و چنین می‌خوانند: «این همان کسی است که از راه دور برای بازگرداندن شکوه پدر زندانی ما آمده‌است».

### روز هفتم
در روز سوم حبس، نبو مردوک را آزاد می‌کند. خدایان شیطانی هنگام ورود او به خانه، دروازه بزرگی را پشت سرش بسته‌اند. مردوک تا رسیدن نبو می‌جنگد و دروازه عظیم شکسته می‌شود و نبرد بین دو گروه ادامه می‌یابد، تا زمانی که نابو پیروز شود و مردوک را آزاد کند.

### روز هشتم
هنگامی که مردوک آزاد می‌شود، تندیس خدایان در تالار سرنوشت "Ubshu-Ukkina" جمع می‌شود تا برای سرنوشت او تصمیم گرفته شود. در آنجا تصمیم گرفته می‌شود که همه به نیروی خدایان بپیوندند و به مردوک عطا شوند. در اینجا، پادشاه از همه خدایان درخواست می‌کند تا مردوک را حمایت کنند و این سنت نشانگر آن بود که تمام خدایان تسلیم مردوک هستند و مقام وی بی‌نظیر است.

### روز نهم
راهپیمایی پیروزی به سمت "خانه آکیتو" که در آن جشن پیروزی مردوک در آغاز آفرینش بر اژدها تیامات (الهه آبهای زیرین) برگزار می‌شود. خانه آکیتو که آشوریان نینوا آن را "Bet Ekribi" ("خانه دعاها به زبان قدیمی آشوری) می‌خواندند، در حدود ۲۰۰ متری بیرون از دیوارهای شهر بود. در آن‌جا درختان به شکل شگفت‌انگیزی آراسته شده و به دقت آبیاری شده بودند تا احترام به خدای یکتایی را که زندگی را به طبیعت عطا کرده، تداعی سازند. راهپیمایی پیروزی روشی برای ابراز شادی از تجدید قدرت مردوک (آشور) و از بین بردن نیروهای شیطانی بود که تقریباً در آغاز زندگی را کنترل می‌کردند.

### روز دهم
با رسیدن به "Bet Akitu"، مردوک شروع به جشن گرفتن با هر دو خدایان آسمانی و زیرزمینی می‌کند (مجسمه‌های خدایان در اطراف یک میز عظیم مانند یک عید قرار گرفته‌اند) سپس مردوک شب هنگام به شهر بازمی‌گردد و ازدواج خود با الهه "ایشتار" را جشن می‌گیرد که زمین و آسمان با هم متحد می‌گردند و همان‌طور که خدایان با هم متحد می‌شوند، این اتحاد بر روی زمین نیز تحقق می‌یابد. بدین ترتیب پادشاه از طریق ازدواج با بالاترین کاهنه اسگیله، این اتحاد را به نمایش می‌گذارد و هر دو در تخت سلطنت می‌نشینند و اشعار خاصی را به این مناسبت تلاوت می‌کنند. این عشق زندگی را پدید می‌آورد.

### روز یازدهم
خدایان با همراهی پروردگار خود مردوک برمی گردند تا دوباره در سالن سرنوشت "Upshu Ukkina" دیدار کنند، جایی که برای اولین بار در روز هشتم ملاقات کردند، این بار آنان در رابطه با سرنوشت مردم مردوک تصمیم خواهند گرفت. در فلسفه باستانی آشور، مادامی که انسان به خدایان تا زمان مرگ خود خدمت کند، خلقت به‌طور کلی میثاقی بین آسمان و زمین در نظر گرفته می‌شد؛ بنابراین، خوشبختی خدایان کامل نیست، مگر اینکه انسانها نیز خوشحال باشند؛ بنابراین به شرط اینکه انسان به خدایان خدمت کند، سعادت حاصل خواهد شد؛ لذا مردوک و خدایان عهد خود را با بابل تجدید می‌کنند و قول چرخه دیگری از فصول را به شهر می‌دهند. پس از تصمیم‌گیری در رابطه با سرنوشت بشر، مردوک به آسمان بازمی‌گردد.

### روز دوازدهم
آخرین روز آکیتو. خدایان به معبد مردوک بازمی‌گردند (مجسمه‌ها به معبد بازمی‌گردند) و زندگی روزمره در بابل، نینوا و بقیه شهرهای آشوری از سر گرفته می‌شود. مردم شروع به شخم زدن و آماده شدن برای چرخه دیگری از فصول می‌کنند.

## میراث
این جشن همچنین در امپراتوری آشوری نو که به دنبال تخریب بابل پدید آمد، وجود داشت. پادشاه سناخریب در سال ۶۸۳ پیش از میلاد «خانه آکیتو» را در خارج از دیوارهای آشور بنا کرد. خانه آکیتو دیگری در خارج از نینوا ساخته شد. جشن آکیتو در سرتاسر امپراتوری سلوکی ادامه یافت و در دوره امپراتوری روم نیز تداوم یافت. در آغاز قرن ۳ میلادی، هنوز به افتخار خدای الاگابال در امسای سوریه جشن گرفته می‌شد. امپراتور روم هلیوگابال (R. 218-222)، که سوری الاصل بود، حتی این جشنواره را در ایتالیا (هرودین،تاریخ روم، ۵٫۶) معرفی کرد.
جشن ایرانی ۲۱ مارس، نوروز "روز جدید [سال]" در آسیای غربی، آسیای مرکزی، قفقاز، حوضه دریای سیاه و بالکان برگزار می‌شود.
خاب نیسان نام جشنواره بهار در بین آشوریان است. این جشنواره در تاریخ ۱ آوریل مطابق با شروع تقویم آشوریان برگزار می‌شود.

## کتابشناسی - فهرست کتب
- جولی بید ماد (۲۰۰۴). جشنواره آکیتو: استمرار مذهبی و مشروعیت سلطنتی در بین‌النهرین. Piscataway, NJ: Gorgias Press. شابک ‎۱-۵۹۳۳۳-۱۵۸-۴.
- Svend A. Pallis (1926). جشنواره Akitu بابل، کپنهاگ.
- آبراهام ساکس (۱۹۶۹). "آئین‌های آکادیان "، در: JB Pritchard , ANET، 3rd. چاپ. پرینستون، صص. ۳۳۱–۴.
- کارل وان در تورن (1990). "Het Babylonische Nieuwjaarsfeest" در ققنوس. بولتن van het Vooraziatisch-Egyptisch Genootschap Ex Oriente Lux 36/1، 10-29 لینک آنلاین.
- هاینریش زیمرن (۱۹۰۶)، زوم babylonischen Neujahrhfest , BVSGW، جلد. ۵۸، صص. ۱۲۶–۵۶؛ جلد ۷0 (1918)، پ. ۳، ۵۲ ص.